# フリッパーズ・ギター
フリッパーズ・ギター（The Flipper's Guitar、Flipper's Guitar）は日本のバンド。略称は「パーフリ」「フリッパーズ」。1987年11月にロリポップ・ソニック（Lollipop Sonic）として結成され、89年にフリッパーズ・ギターへ改名。1991年10月に解散。

## 来歴
母体は、小山田圭吾（当時は「圭悟」名義、ボーカル、ギター）と井上由紀子（キーボード）の2人で結成したバンド「Pee Wee 60's」。この2人以外のメンバーが脱退したことを機に「ロリポップ・ソニック」へ改名し引き続きライブハウスなどで活動。2人でのライブを数回、行なった後に吉田秀作（ベース）、荒川康伸（ドラムス）が加入。最後に小沢健二（ギター、サイドボーカル）が加わり、5人編成となる。当初はネオGSの枠で捉えられていた。メジャーデビューの際、「ロリポップ・ソニック」はあまりにも造語感が強く、この名前で活動するには窮屈なのではないか、という牧村憲一の助言に基づき、フリッパーズ・ギターと改名した。
1989年、全曲英詞の1stアルバム『three cheers for our side〜海へ行くつもりじゃなかった』でデビュー。その直後に小山田が交通事故により入院したことで活動が一時停止。その後、荒川、井上、吉田が脱退し、小山田と小沢の2人編成となる。1990年、全曲日本語詞による2ndアルバム『CAMERA TALK』をリリース。小沢によると「二人(小山田と小沢)には、なんとなく取り決めがあった」とのことで、「リードボーカルは、小山田が歌う」、「作詞とかタイトルは、小沢が決める」というもの。2ndアルバム以降は作詞・作曲・プロデュースが二人の頭文字に由来するDOUBLE KNOCKOUT CORPORATION（DOUBLE K.O.corporation）での共作名義となっているが、楽曲によっては1人で作曲した作品があることも記載している。
1991年、3rdアルバム『DOCTOR HEAD'S WORLD TOWER -ヘッド博士の世界塔-』をリリース後、程なくして突然の解散表明。既にチケットの発売が開始されていたライブツアーの直前に解散したため、世間から少なからず批判を受けた。その後、2人はそれぞれコーネリアス、小沢健二としてソロ活動を開始した。後日、小山田はインタビューで、「（フリッパーズは）突然やめちゃったんで、当時、新聞にたたかれたり、みんなに迷惑かけました。なにか一つ理由があったわけじゃなく、もうお互い、そういう感じになってたんです、きっと。「やめよっか」みたいな感じだったと思います」とインタビューで答えている。また、小沢は2022年2月5日に自身のtwitter上で、解散の内容も含めた文章を掲載した。

## ディスコグラフィ

### シングル
- Friends Again（1990年1月25日）
  - Friends Again フレンズ・アゲイン
  - Happy Like a Honeybee ピクニックには早すぎる
- 恋とマシンガン（1990年5月5日）
  - Young, Alive, in Love 恋とマシンガン
  - Haircut 100 バスルームで髪を切る100の方法
- カメラ! カメラ! カメラ!（1990年9月25日）
  - カメラ! カメラ! カメラ!（Guitar Pop Version）
  - ビッグ・バッド・ディスコ ※「ビッグ・バッド・ビンゴ」の吉田仁と福富幸宏によるリミックス。
  - Cool Spy On A Hot Car / クールなスパイでぶっとばせ（live version）
- LOVE TRAIN（1990年11月21日）
  - LOVE TRAIN
  - SLIDE
- GROOVE TUBE（1991年3月20日）
  - GROOVE TUBE Part1
  - GROOVE TUBE Part2
- 星の彼方へ（1991年8月25日）
  - BLUE SHININ' QUICK STAR 星の彼方へ
  - DOLPHINE SONG ドルフィン・ソング

### スタジオ・アルバム
1. three cheers for our side〜海へ行くつもりじゃなかった（1989年8月25日）
2. CAMERA TALK（1990年6月6日）
3. DOCTOR HEAD'S WORLD TOWER -ヘッド博士の世界塔-（1991年7月10日）

※『three cheers for our side』と『CAMERA TALK』は2006年8月25日に紙ジャケット仕様の限定版として再発。同じく両タイトルが2010年1月27日にSHM-CD化され再発された。

### コンピレーション・アルバム
- fab gear（1990年12月）
  - フリッパーズ・ギター・プロデュースのオムニバス・アルバム。当時解散していたモノクローム・セットをポリスターが予算を工面し再結成させた。

### ベスト・アルバム
いずれも解散後に発売。
- colour me pop（1991年12月21日）
  - マイク・オールウェイ監修のベスト・レアトラック集。
- on PLEASURE BENT （1992年4月1日）
  - ライブ・トラック集。オリジナル盤は『続カラー・ミー・ポップ -on PLEASURE BENT-』だったが、再発に際しタイトルを変更。
- Singles（1992年9月26日）
  - 全シングル音源にコンピレーション・アルバム『Fab Gear』収録曲「Cloudy (is my sunny mood)」と「Love and Dreams are Back」の2曲を加えたシングル集+αなベストアルバム。2010年1月27日にSHM-CD化され再発。
- TREASURE COLLECTION / フリッパーズギター
  - ベスト盤。レコード会社主導によるTREASURE COLLECTIONシリーズの一枚。

### 映像
- The Lost Picutures 〜それゆけフリッパーズ!!名画危機一髪〜 （1990年3月10日）- VHS
- Original Clips & Cms 〜続・それゆけフリッパーズ!! オリジナルクリップとCM集〜（1990年10月15日）- VHS
- Testament 〜新・それゆけフリッパーズ!! フリッパーズ・ギターは二度死ぬ〜 （1991年12月1日）- VHS
- THE LOST PICTURES, ORIGINAL CLIPS & CM'S plus TESTAMENT TFG Television Service （1993年9月1日）- VHS
  - 上記3タイトルを1つにまとめたもの。2004年1月28日にDVD化。

### 未発表曲
- Papa,Boy,and I → 「クラウディー」へリメイク
- Honey Suckle Rose
- Planet Rubber Ball → 「やがて鐘は鳴る」へリメイク
- (I Would Want To)Go!
- Enjoy Yourself（英国のスカバンド「スペシャルズ」のカバー曲。オリジナルはセカンドアルバム「モア・スペシャルズ」に収録）
- Blue Tooth Brush
- Chocolate & Lemonade
- Spies Like us → 「SPY」へリメイク
- 自転車疾走シーン
- Lost and Found
- Soul Happy Hour（英国のギターポップバンド「ジャズ・ブッチャー」のカバー曲。オリジナルは「A Scandal in Bohemia」に収録）

### その他の音源
※いずれもロリポップ・ソニック時代の作品。
- 『英国音楽』11号付録ソノシート『HAPPY extreme』

「Exotic Lollipop」と「Coffee Milk Crazy」を収録
- 『英国音楽』12号付録ソノシート『Whistlin' and Smilin'』

「Goodbye Our Pastel’s Badge」を収録
- LADIDAレーベル コンピレーションアルバム『Hoopla』

「exotic lollipop」を提供
- ぼうしレーベル ライブカセット『Akko-chan's Anorak Party』

「(I Would Want To) Go!」、「If You Could Be Here Again」、「Samba Parade」、「Planet Rubber Ball」、「Exotic Lollipop」、「Red Flag」、「Heavens Above!」を、全てライブバージョンで収録

#### 自主制作カセット『Favorite Shirts』
初の自主製作オリジナルアルバム。カセットテープで製作され、ライブ開催の際に手売りで販売された。2022年10月にネットオークションで150万円以上で落札され話題となり、メンバーの二人からこのカセットについて、X(旧 twitter)にてコメントが投稿された。またこれ以前に、フリッパーズ・ギターのプロデューサーである牧村憲一からも、このカセットについてX上に投稿されたことがある。
side one
1. hello
2. sendin’ to your heart
3. coffee milk crazy
4. joyride
5. papa-boy and me

side two
1. samba parade
2. happy like a honey bee
3. honey suckle rose
4. planet
5. exotic lollipop
6. red flag

## タイアップ
| タイトル                                       | タイアップ先                                             |
| ---------------------------------------------- | -------------------------------------------------------- |
| 恋とマシンガン                                 | TBS系ドラマ「予備校ブギ」主題歌                          |
| 恋とマシンガン                                 | 日産・マーチCM曲                                         |
| 恋とマシンガン                                 | TBS系『あさチャン!』テーマ曲                             |
| SLIDE                                          | アルバイト情報誌『an関西版』CM曲                         |
| GROOVE TUBE Part1                              | マツダ・ファミリアCM曲                                   |
| BLUE SHININ' QUICK STAR 星の彼方へ             | '91～'92 ミズノ・スキーウェア カラーケルヴィンサーモCF曲 |
| Friends Again -フレンズ・アゲイン-             | 映画『PとJK』劇中歌                                      |
| Happy Like a Honeybee -ピクニックには早すぎる- | 映画『PとJK』劇中歌                                      |